# Paratassonomia
La paratassonomia è una classificazione artificiale che non fa riferimento a gruppi tassonomici già noti e non prende in considerazione l'organismo a cui appartiene, bensì classifica le parti note di tale organismo (es: tracce fossili, conodonti). Si tratta quindi di una classificazione "puramente morfologica".

## Utilizzo
La paratassonomia viene adottata specialmente in paleontologia, per i frammenti di organismi di dubbia interpretazione o la cui attribuzione a un unico organismo è temporaneamente impossibile. 